# Plan de Ayala (Baja California)
Plan de Ayala o Ejido Plan de Ayala, es una localidad mexicana, del municipio de Mexicali, Baja California, enclavada en la delegación Colonias Nuevas, en la parte sureste del valle de Mexicali. Según el censo del 2010 realizado por el INEGI, la población en aquel momento ascendía a 1,654 habitantes. Se ubica en las coordenadas 32° 13′ 13″ de latitud norte y 115°01'53" de longitud oeste. Plan de Ayala se encuentra a poco más de 2 km al oeste de Ciudad Coahuila, por la carretera estatal n.º 4 y siguiendo ese mismo derrotero a 3 km de la colonia agrícola Francisco Murguía, también conocida como km 49. Plan de Ayala es una localidad fronteriza con el estado de Sonora, es recorrida en sentido Noroeste-sureste tanto por la ya citada carretera, como por la vía del ferrocarril, paralelas ambas al límite interestatal y separadas por pocos metros de distancia. 
Plan de Ayala recibe su nombre en honor al plan epónimo de la revolución mexicana y es la segunda localidad en importancia por su número de habitantes, en su delegación.